# St. Sebastian (Rudolphshan)

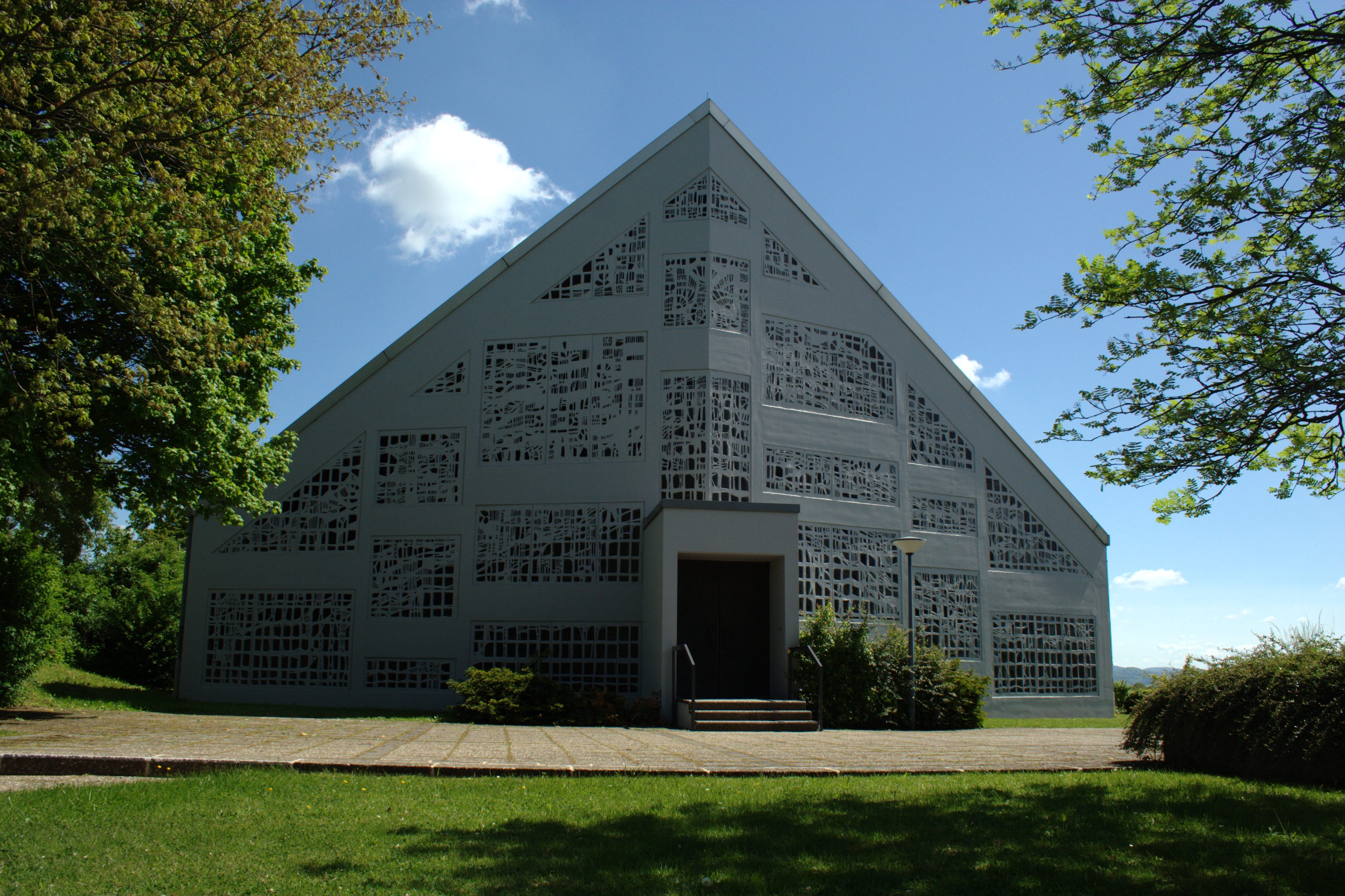
St. Sebastian (Rudolphshan)

Die römisch-katholische Filialkirche St. Sebastian ist ein denkmalgeschütztes Kirchengebäude, das in Rudolphshan steht, einem Stadtteil von Hünfeld im Landkreis Fulda (Hessen). Die Kirche gehört zur Pfarrei St. Michael (Michelsrombach) im Pastoralverbund St. Benedikt Hünfelder Land im Dekanat Hünfeld-Geisa des Bistums Fulda.

## Beschreibung
Die Zeltdachkirche auf annähernd sechseckigem Grundriss wurde 1968/69 nach einem Entwurf des Diözesanbaumeisters Rudolf Schick in zeitgenössischer Architektur erbaut. Die Kirchenglocken hängen abseits in einem Campanile. Das Kirchenschiff ist mit einem weit herabgezogenen Zeltdach aus Holz bedeckt. Die Fassade aus Sichtbeton ist mit farbigen Glas durchbrochen. Die übrigen Wände sind unterhalb des weit herabgezogenen Zeltdaches aus Klinkermauerwerk. Die beiden rückwärtigen Seiten sind gegeneinander verschoben. Die dazwischen liegende Wand aus Sichtbeton mit farbigem Glas wirft Licht auf den Bereich des Altars.